# Trepetlika
Trepetlíka (znanstveno ime Populus tremula, L) je drevo iz rodu topolov. Domovina trepetlike je Evropa in Severna Azija (Sibirija). Prenese dolge in ostre zime in raste celo nad severnim tečajnikom. Zraste do 25 ali 30 m v višino. Glede tal ni izbirčna, raste tako na bazičnih kot kislih tleh. Največkrat jo srečamo ob poteh in gozdnih posekah, živih mejah in ob potokih. Trepetlika je uporabna tudi kot vrtna in okrasna rastlina. Brsti poganjajo iz korenin tudi do 40 m od debla, tako, da se drevesa pojavljajo v gručah. 
Že pri rahlem vetru listje vzvalovi, od tod tudi ime.